# Taylor (Texas)
Pour les articles homonymes, voir Taylor.
Ne doit pas être confondue avec le comté de Taylor, au Texas.
La ville de Taylor est située dans le comté de Williamson, dans l’État du Texas, aux États-Unis. Elle comptait 15 191 habitants lors du recensement de 2010.

## Personnalités liées à la commune
- Dan Moody (en) (1893-1966), gouverneur du Texas ;
- Tex Avery (1908-1980), cinéaste, né et élevé dans la ville ;
- K. C. Jones (1932-2020), joueur et entraîneur de basket-ball américain.

## Source
- (en) Cet article est partiellement ou en totalité issu de l’article de Wikipédia en anglais intitulé « Taylor, Texas » (voir la liste des auteurs).